# Тэн, Ипполит
Ипполи́т Адольф Тэн (фр. Hippolyte Adolphe Taine; 1828, Вузье, Арденны — 1893, Париж) — французский философ-позитивист, теоретик искусства и литературы, историк, психолог, публицист. Основатель культурно-исторической школы в искусствознании. Член Французской академии (с 1878 года, кресло № 25).

## Биография
Ипполит Тэн родился в семье адвоката. В детстве занимался с отцом латынью, а с дядей — английским языком. Уже в детские годы проявил склонность к рациональному мышлению. В 1842 году, после смерти отца, семья переехала в Париж, где Ипполит учился в «Коллеж Бурбон», в классе философии. Там он с увлечением занимался изучением аристотелевой логики и впоследствии не переставал восхищаться красотой силлогизмов. Но особенно импонировали ему трактаты Спинозы, которые строгостью своих суждений повлияли на подход Тэна к философии. В том числе читал Гегеля, к которому навсегда сохранил благоговейное отношение. В 1848—1851 годах обучался на филологическом отделении Высшей нормальной школы, где стал убеждённым сторонником «научного принципа», той методологии, которая позже привела к развитию идей позитивизма. После её окончания преподавал философию в лицее города Невер. В 1853 году Тэн вернулся в Париж и впоследствии защитил диссертацию. До получения кафедры в Школе изящных искусств путешествовал по Европе, выступал как публицист. С 1864 по 1884 год преподавал историю искусства в Школе изящных искусств в Париже.
В 1871 году совместно с Эмилем Бутми и другими основал Свободную школу политических наук.

## Научные интересы
Стремясь найти формулу, охватывающую в единое целое хаос индивидуальных и неповторимых явлений культуры, Тэн выдвинул идею о зависимости изменений в искусстве от изменения общественных потребностей, быта, нравов и представлений. Он рассматривал искусство как органическую составную часть общественного целого и выделил социальные факторы, определяющие своеобразие искусства в тот или иной исторический период, в рамках той или иной национальной традиции. Такими факторами, по мнению Тэна, являются:
- раса (национальные особенности) как совокупность врождённых и передаваемых по наследству склонностей, связанных с особенностями темперамента и телесной конституции;
- среда обитания (особенности местности), включающая в себя географическое местоположение страны, нравственные представления её народа, быт и форму политического устройства;
- исторический момент как определённый этап существования данной культуры во времени.

Основу научного подхода Тэна к искусству, истории, явлениям литературы составляет приверженность к фактам. Он является одним из представителей позитивистской теории.

## Философия искусства
Впервые полный текст лекций «Философия искусства», которые Тэн читал в Школе изящных искусств, начиная с 1864 года, выходивших отдельными брошюрами с 1865 г., был опубликован в 1880 году.
Тэн формулирует исходный пункт понимания произведений искусства, который заключается в том, что художественное произведение не является особняком стоящим явлением. Во-первых, оно находится в ряду других творений автора, все они объединены общим стилем художника. Во-вторых, сам художник принадлежит к той или иной школе, семье художников определённой страны и определённого времени. Наконец, семья художников существует в современном ей окружающем мире. Отсюда Тэн выводит правило: чтобы понять какое-нибудь художественное произведение, художника или школу художников, необходимо ясно представлять себе общее состояние умственного и нравственного развития того времени, к которому они принадлежат. Подтверждением тому служит опыт, Тэн обращается к истории и показывает, как произведения человеческого ума, подобно произведениям живой природы, объясняются характерной для них средой. По этой причине с обновлением среды обновляется и искусство.
Таким путём он исследует итальянскую живопись, живопись в Нидерландах и греческую скульптуру, применяет и проверяет установленный им закон. Согласно мысли Тэна, если такое исследование осуществить по отношению к другим векам, странам, в сфере различных родов искусства, вследствие чего ясно обозначатся сущность и условия процветания каждого искусства, то мы получим философию искусства, которую он иначе называет эстетикой, смешивая эти понятия. Именно к такой эстетике стремится Тэн, которая отличается от предшествующей своим историческим, а не догматическим характером, то есть тем, что она не предписывает правил, а только выясняет законы. Он рассматривает художественные произведения как факты и явления, характерные черты которых можно обозначить и причины которых можно выяснить. Тэн занимает позицию такого подхода в области искусства, который приближается к методу, применяемому в естественных науках.
Открывается курс его лекций, после обозначения метода, с вопроса о сущности искусства. Отвечая на него, он обращается к фактам, исследует общие черты, принадлежащие произведениям искусства, а также отличительные особенности, выделяющие их из других произведений человеческого ума. Согласно Тэну, цель искусства состоит в том, чтобы обнаруживать существенный характер вещей, преобладающую идею, то, что философы называют сущностью, яснее и полнее, чем она проявляется в действительных предметах. Таким образом, искусство пополняет недостающее в природе. Задача художника заключается в усмотрении и выражении существенных характеров. Он также исследует образ чувства, характер изобретательности и творчества самого художника. Необходимый дар для него — самобытная восприимчивость, благодаря которой он способен проникать вглубь предмета и быть прозорливее других людей. Такая деятельная восприимчивость и составляет гений того или иного творца. Помимо сущности искусства, Тэн говорит о его важности. Искусство особенно тем, что изображает самое высокое, делая его доступным для всех.
В ряде лекций, обозначенных названием «Об идеале в искусстве», Тэн развивает идею существенных характеров и выстраивает иерархию художественных произведений, согласно большей или меньшей их ценности. Место, занимаемое тем или иным творением, будет тем выше, чем характер, выражаемый им, глубже и долговечнее, важнее и благотворнее. Великие художественные произведения переступают грани времени и пространства, они переживают и век, и народ, создавшие их.

## Научные труды
Написал работы: «Критические опыты» (1858, рус. пер. 1869), «История английской литературы» (т. 1—4,
1863—1864, рус. пер. 1876), «Философия искусства» (1865—1869, рус. пер. 1866, 1899), и др. В историческом труде «Происхождение современной Франции» (т. 1—3, 1876—93, рус. пер., т. 1—5, 1907) критика Великой французской революции и якобинской диктатуры.
Переводы работ Тэна «Об Идеале в искусстве», «Философия искусства», «Искусство в Италии, Нидерландах и в Греции» были опубликованы в журнале А. Хованского «Филологические записки».
- «Происхождение современной Франции» (из книги: Тэн И. Происхождение современной Франции. СПб., 1907)
- «Анархия». из книги: Тэн И. Происхождение современной Франции. СПб., 1907  (недоступная ссылка с 13-05-2013 [4447 дней] — история)
- Тэнъ И. Происхожденіе современной Франціи. Том 1, 2, 3. Фотокопия страниц 1907
- Тэнъ И. Происхожденіе современной Франціи. Том 4, 5. Фотокопия страниц 1907
- Тэн И. Философия искусства. — М.: Республика, 1996. — ISBN 5-250-02556-0